# Paraphysa scrofa
Paraphysa scrofa é uma espécie de aranha pertencente à família Theraphosidae (tarântulas).